# 拜克尔采
拜克尔采，是匈牙利赫维什州所辖的一个村。总面积13.77平方公里，总人口673，人口密度48.9人/平方公里（2011年1月1日）。